# Červená Třemešná
Červená Třemešná település Csehországban, a Jičíni járásban. Červená Třemešná Lukavec u Hořic, Hořice, Rohoznice, Miletín, Tetín és Boháňka településekkel határos. Lakosainak száma 172 fő (2024. január 1.).

## Népesség
A település lakosságának változását az alábbi diagram mutatja:
| Lakosok száma | 322  | 319  | 298  | 202  | 148  | 131  | 147  | 156  | 163  | 172  |
|               | 1869 | 1890 | 1921 | 1950 | 1980 | 2001 | 2017 | 2019 | 2022 | 2024 |